# John DeWitt
John Riegel DeWitt (Phillipsburg, 29 ottobre 1881 – New York, 28 luglio 1930) è stato un martellista statunitense.

## Biografia
Prese parte alla gara del lancio del martello ai Giochi olimpici di Saint Louis 1904 vincendo la medaglia d'argento grazie ad un lancio di 50,26 m.

## Palmarès
| Anno | Manifestazione  | Sede        | Evento              | Risultato | Prestazione | Note |
| ---- | --------------- | ----------- | ------------------- | --------- | ----------- | ---- |
| 1904 | Giochi olimpici | Saint Louis | Lancio del martello | Argento   | 50,26 m     |      |